# Isquis
En la mitología griega Isquis (en griego Ἰσχύς, "fuerza") era un hijo de Élato y de Hipea. Tal y como sucede con Élato, Isquis aparece tanto en las leyendas de Arcadia como las de Tesalia.
Apolodoro nos dice que «Apolo se había enamorado de Corónide, hija de Flegias, de Tesalia. El dios al punto yació con ella, pero que Arsínoe contra la voluntad de su padre prefirió a Isquis, hermano de Ceneo, y cohabitó con él». Higino cuenta su versión y dice que cuando Apolo hubo dejado encinta a Corónide, hija de Flegias, puso un cuervo para vigilarla, de manera que nadie pudiese ultrajarla. Sin embargo Isquis, hijo de Élato, yació con ella, y debido a esto fue matado por un rayo de Júpiter.
En dos escolios a Píndaro podemos leer dos versiones diferentes de la historia de Isquis y Corónide. Uno nos dice que se cuenta que el cuervo hizo conocer al mismo (a Apolo) la unión amorosa de Isquis, por lo que, disgustado por la noticia, lo hizo negro en lugar de blanco. Afirma (Artemón) que Hesíodo, haciendo también mención de la historia relativa al cuervo, dice así: «Entre tanto como mensajero un cuervo vino del sagrado banquete a la muy divina Pito y comunicó acciones oscuras a Febo de intonsa cabellera, que Isquis, hijo de Élato, se había casado con Corónide, la hija de Flegias de origen divino». En otro escolio especifica que Isquis y Corónide estaba ya desposados.